# Kim Wan-sun
Kim Wan-sun (김완선?, 金緩宣?, Gim Wan-seonLR, Kim WansŏnMR; 16 maggio 1969) è una cantante sudcoreana.
Nota tra la metà degli anni 1980 e i primi anni 1990 come "la Madonna coreana" e "la regina danzante dell'era del rinascimento della musica popolare coreana", era considerata un sex symbol per lo stile di ballo "sexy" e la "carismatica" presenza scenica.

## Biografia
Kim Wan-sun nasce il 16 maggio 1969 con il nome I-sun, terza di cinque figlie. Alle scuole medie, inizia a studiare per diventare cantante e ballerina sotto la guida della zia Han Baek-hee, già manager di artisti di successo come la cantante Insooni. Han la istruisce rigorosamente per tre anni, periodo durante il quale Kim lascia la scuola e non ha contatti con i genitori.
Esordisce nel 1986 con l'album Tonight, facendo contemporaneamente da ballerina di backup per Insooni, e il suo quinto lavoro in studio, Pierrot Smiles at Us del 1990, vende oltre un milione di copie nel Paese, rendendola la prima donna a conseguire tale traguardo. A metà degli anni Novanta riscuote successo a Taiwan, motivo per il quale è considerata una dei primi artisti della hallyu.
Si è aggiudicata diversi riconoscimenti ai KBS Music Award, tra cui il premio di migliore esordiente nel 1986, e il riconoscimento di artista dell'anno per cinque volte consecutive tra il 1987 e il 1991.

## Discografia

### Album in studio
- 1986 – Tonight
- 1987 – Alone in Front of the Yard
- 1988 – Too Lonely to Dance Alone
- 1989 – Feel Good Day
- 1990 – Pierrot Smiles at Us
- 1992 – Sadness
- 1994 – The First Touch
- 1995 – Extremely Attractive
- 1996 – Mi Mi Hu Hu
- 1996 – Innocence
- 2002 – S & Remake
- 2005 – Return

### Raccolte
- 2017 – The Original

### EP
- 2011 – Super Love
- 2012 – The Beer

### Singoli
- 2011 – Super Love
- 2011 – Be Quiet (feat. Yong Jun-hyung)
- 2014 – Goodbye My Love (feat. Tiger JK e Bizzy)
- 2016 – Puppy
- 2016 – Use Me (feat. Ravi)
- 2016 – Set Me on Fire
- 2016 – Odisseya
- 2017 – Oz on the Moon
- 2017 – Jelly Christmas
- 2018 – Tonight
- 2018 – My Heart Remembers